# قيام وانهيار آل مستجاب
قيام وانهيار آل مستجاب ، مجموعة قصصية شهيرة من أبرز أعمال الكاتب المصري الراحل محمد مستجاب . الكتاب يتكون من 8 قصص وهي :
- سن الجبل
- مستجاب الخامس
- حرق الدم
- الذئب
- مستجاب الرابع
- الثعالب
- البو
- مستجاب الثالث

## وصلات خارجية
- سمات القص في قيام وانهيار آل مستجاب